# Josef Falbesoner
Josef Alois Falbesoner (* 27. November 1767 in Nassereith; † 19. Februar 1848 ebenda) war ein österreichischer Bildhauer und Mesner.

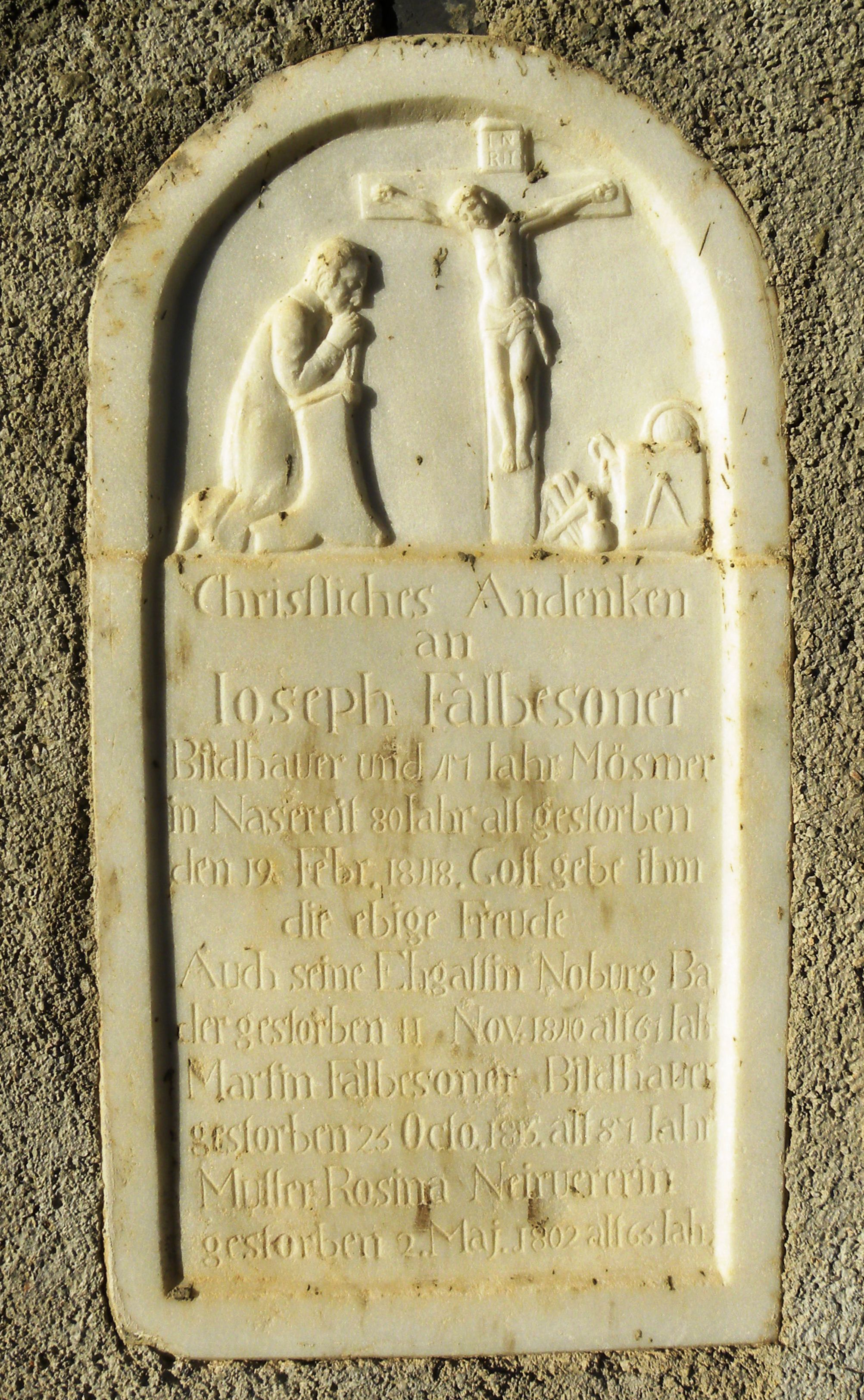
Grabstein der Familie Falbesoner in Dormitz: Hier liegen Joseph Alois Falbesoner, seine Frau Notburga Bader und seine Eltern Martin Falbesoner und Rosina Neururer begraben.

## Leben
Josef Falbesoners Eltern waren der Bildhauer Martin Falbesoner (1728–1815) und Rosina Neururer. Die bescheidenen Familieneinkünfte waren wohl der Grund, weshalb Josef Alois Falbesoner im Alter von zwölf Jahren nur 20 Wochen Elementarunterricht in Imst erhielt. Danach dürfte er weitgehend Autodidakt gewesen sein. Laut den Aufzeichnungen von Wurzbach ging Falbesoner 1781 nach Einsiedeln in die Schweiz, wo er Kunstschätze abzeichnete und kopierte. Belege hierfür gibt es allerdings nicht. Danach zog Falbesoner nach Reutte zur Familie Strelle und schnitzte Krippen und Ornamente für die Franziskaner.
1788 ging Falbesoner nach Freising, wo er eine Lehre bei Franz Speicher, der ebenfalls aus Nassereith stammte, machte. Nach Aufenthalten in Augsburg und München kehrte er 1792 in seine Heimatgemeinde zurück. Später wirkte er als Freiheitskämpfer an kriegerischen Auseinandersetzungen im Paznauntal und am Fernpass mit. Von 1802 an übernahm er das Mesneramt und die Bildhauerwerkstatt von seinem Vater Martin Falbesoner für 47 Jahre bis zu seinem Tod im Jahr 1848. Die Familie Falbesoner wohnte in Nassereith im Haus Nr. 8 (heute Schulgasse Nr. 39) unweit der Kirche. Dort erinnert heute noch eine Gedenktafel an deren Schaffen. Von Falbesoner sind nur sakrale Aufträge belegt. Von ihm wird erzählt, dass er einen geschickten Lehrling aus dem Oberland verjagte, weil dieser eine Fastnachtsmaske geschnitzt hatte: „Meine Eiselen sind nicht für Larven da“ – so sein Argument. Falbesoner arbeitete auch als Architekt. Er plante u. a. die Fernpassstraße und machte einen kompletten Vermessungsplan von Nassereith.
Josef Alois Falbesoner heiratete am 2. September 1806 Johanna Strelle aus Berwang. Seine Frau starb genau ein Jahr später am 2. September 1807 bei der Geburt einer Tochter. Bereits am 23. November 1807 heiratete der Bildhauer zum zweiten Mal: Notburga Bader aus Lermoos. Sein Sohn Ignaz Falbsoner (1808–1881) trat sein Erbe als Bildhauer und Mesner an. Sein Grabstein ist heute noch an der Friedhofsmauer in Dormitz.

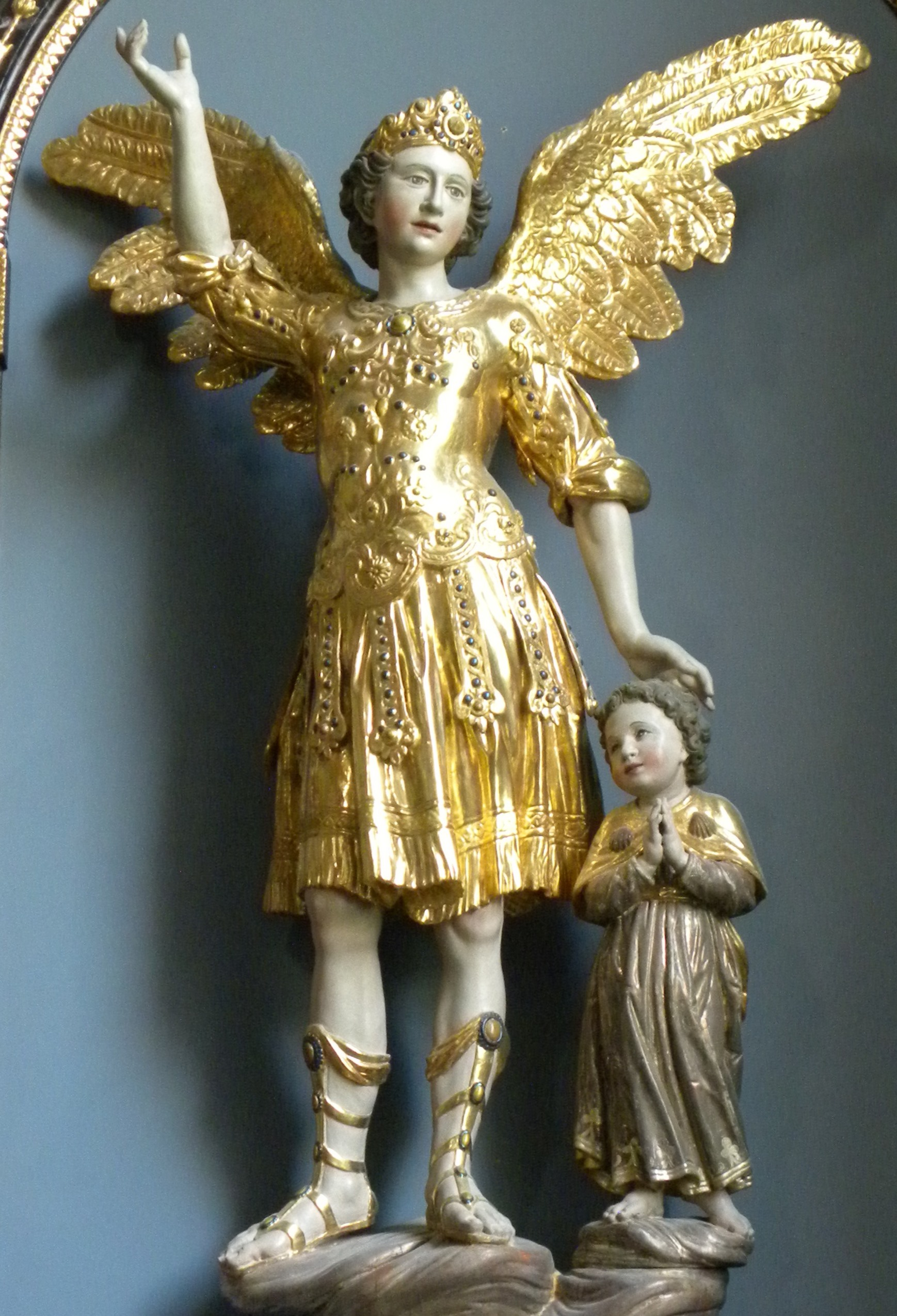
Schutzengel am rechten Seitenaltar in der Pfarrkirche in Oberleutasch (1820/21).

## Werke (Auswahl)
- Dormitz – Filial- und Wallfahrtskirche St. Nikolaus: mehrere Grabsteine, vor allem für Geistliche (1795/1820), Auferstehungsrelief (1844), Christus im Grab (um 1840)
- Flaurling – Pfarrkirche: Neubau der Kirche, Hochaltar mit Figuren, Kanzel mit Figuren (1836)
- Fulpmes – Pfarrkirche: Figuren und Putten an den Altären (1830/39), Heiliges Grab
- Imst – Museum im Ballhaus: Entwurf für Architrav, Lammandlkrippe
- Innsbruck – Tiroler Landesmuseum Ferdinandeum: Pietà (ca. 1800)
- Nassereith: mehrere Brunnenfiguren, Kruzifixe und Krippen
- Nassereith – Pfarrkirche: Neubau der Kirche, Hochaltar nach Entwürfen, Kruzifix, Beichtstuhlreliefs (1846/47)
- Oberleutasch – Pfarrkirche: Neubau unter Beibehaltung des barocken Turms, Hochaltar mit Figuren, Tabernakel, Seitenaltäre und Kanzel (1820/21)
- Sautens – Pfarrkirche: Figuren und Reliefs an den Altären, Tabernakelreliefs und Kanzel teilweise in Zusammenarbeit mit Franz Xaver Renn (1834/35)
- Schwaz – Pfarrkirche: Tabernakelentwurf, nicht ausgeführt (1807)
- Silz – Pfarrkirche: Figuren (1807, nicht mehr vorhanden)
- Stams – Zisterzienserkloster: Meinhard II. (nicht mehr vorhanden)
- Zaunhof im Pitztal: Pläne für den Kirchturm (1805)

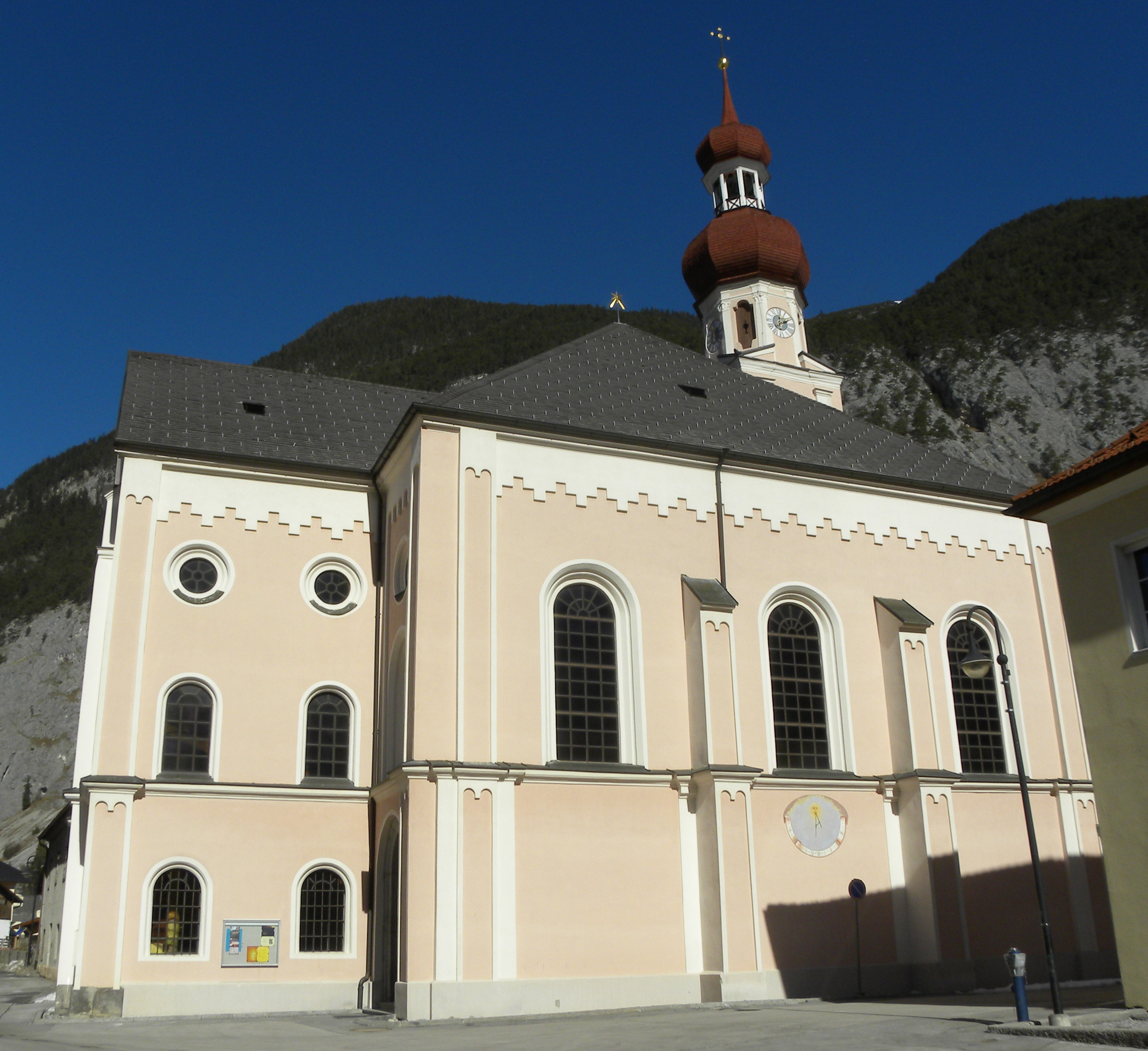
Die Pfarrkirche von Nassereith entstand 1846/47 nach Plänen von Josef Alois Falbesoner.